# Yan Bili
En una onomàstica xinesa Yan es el cognom i Bili el prenom.
Yan Bili (xinès simplificat: 颜碧丽) (Zhenjiang 1928 - 1986). Actriu, guionista i directora de cinema xinesa.

## Biografia
Yan Bili va néixer l'any 1928 a Zhenjiang, província de Jiangsu (Xina). Es va graduar a la Hongdao Middle School a la seva ciutat natal l'any 1942. Després va marxar a Shanghai, on va treballar com a acomodadora en un cinema.

#### Actriu
Va començar la seva carrera com a actriu a Hong Kong. El 1945, va fer uns quants papers secundaris al teatre, després va debutar al cinema l'any següent. Va aparèixer en unes deu pel·lícules produïdes a Hong Kong (1947-1949). Va interpretar el paper d'una criada a "Un amor que consumeix" (长相思), una pel·lícula de Zhang Shichuan ; va actuar a "Deep Resentment" (怨偶情深) dirigida per Cheng Bugao, i el 1948 en una pel·lícula de Zheng Xiaoqiu sobre un guió de Tian Han.

#### Codirectora
Abans de dirigir la seva primera pel·lícula Yan va passar molta anys codirigint diverses produccions. L'any 1949, després de la fundació de la República Popular, va tornar a Shanghai i es va incorporar a Shanghai Film Studio com a guionista. Després, a partir de 1955, va ser assistent de direcció al plató de sis pel·lícules, incloses: "Who is the Murderer?" (谁是凶手) de Fang Huang i la comèdia “Today I Rest” (今天我休息) de Lu Ren.
De 1963 a 1965, va ensenyar direcció al Shanghai Film Studio mentre era assistent de direcció de dues pel·lícules: "Southern Lands in the North" (北国江南) dirigida per Shen Fu (1963) i "Li Shanzi". ” (李善子) de Zheng Junli (1965), adaptació d'una obra de teatre nord-coreana de Zhao Bailing i va filmar una pel·lícula infantil, "Little Football Players" (小足球队).
Durant les dècades de 1950 i 1960, Yan Bili i altres dones directores com Wang Ping, Wang Shaoyan i Dong Kena van rebre el suport institucional dels estudis cinematogràfics estatals. Però era la vigília de la Revolució Cultural, i Yan hauria d'esperar deu anys abans de tornar darrere de la càmera. L'any 1975, com a part de les pel·lícules fetes al final de la Revolució Cultural, va ser codirectora, amb Liang Tingduo, al costat de Xie Jin de la pel·lícula que es va convertir en un dels grans clàssics de l'època: "Chunmiao" (春苗), protagonitzada per Li Xiuming (李秀明) en el paper principal d'una jove camperola que, l'any 1965, aconsegueix convertir-se en un "metge descalç". L'any següent, va codirigir dues pel·lícules més, amb Shen Fu i Bao Qichen. El 1978, va codirigir una altra pel·lícula, amb el dramaturg i director Huang Zuolin : "The Man Who Lost his Memory" (失去记忆的人).

#### Directora
No va ser fins al 1980 que Yan Bili va aconseguir dirigir les seves pròpies pel·lícules. Però només va poder filmar-ne dos abans de morir prematurament el 1986. Estrenada el 1980, la primera va ser What Is Love? (爱情啊，你姓什么？), amb un guió de Li Tianji (李天济). Una història centrada en el context del període de liberalització de la primavera de 1980 (Primavera de Pequín), els jardins de Suzhou i el proper llac Taihu tornen a estar plens de turistes, dels quals descriu històries que ja no són d'amor pur on l'amor ja no és només un sentiment eteri, sinó que té un significat molt més profund.
La segona pel·lícula, estrenada el 1982, és una pura història d'amor, ambientada a l'antiga Xina: "Romance of a Calligrapher” (笔中情) és una història d'amor entre un jove cal·lígraf i la filla d'un alt dignatari. La pel·lícula també és d'estil molt clàssic, i d'estètica refinada que recorda les pel·lícules de la primera meitat dels anys 60, i en particular les denominades "pel·lícules d’òpera." En els últims anys de la seva malaltia terminal, encara va participar amb tenacitat en l'adaptació de la sèrie de televisió "Wedding March"

## Filmografia destacada

#### Codirectora
| Any  | Títol xinès  | Títol anglès                   | Codirigida amb |
| ---- | ------------ | ------------------------------ | -------------- |
| 1975 | 春苗         | Chunmiao                       | Xie Jin        |
| 1976 | 阿夏河的秘密 | The Secrets of the A’xia River | Shen Fu        |
| 1976 | 征途         | Long Journey                   | Bao Qicheng    |
| 1978 | 失去记忆的人 | The Man Who Lost his Memory    | Huang Zuolin   |

#### Directora
| Any  | Títol xinès        | Títol anglès              |
| ---- | ------------------ | ------------------------- |
| 1980 | 爱情啊，你姓什么？ | What is Love ?            |
| 1982 | 笔中情             | Romance of a Calligrapher |